# Isoxya cicatricosa
Isoxya cicatricosa is een spinnensoort in de taxonomische indeling van de wielwebspinnen (Araneidae).
Het dier behoort tot het geslacht Isoxya. De wetenschappelijke naam van de soort werd voor het eerst geldig gepubliceerd in 1844 door Carl Ludwig Koch.